# Irwell
Pour les articles homonymes, voir Irwell (rivière de Nouvelle-Zélande).
L'Irwell est une rivière du Royaume-Uni de 63 km de long qui traverse les comtés du Lancashire et du Grand Manchester, au nord-ouest de l'Angleterre.

## Géographie
Sa source est localisée 2,4 km au nord de Bacup, dans la paroisse de Cliviger, dans le Lancashire. L'Irwell traverse les villes de Manchester et Salford, avant de rejoindre la Mersey près d'Irlam.